# Bauchet
SA des Moteurs Bauchet war ein französischer Hersteller von Automobilen.

## Unternehmensgeschichte
Das Unternehmen aus Rethel begann 1901 mit der Produktion von Automobilen. 1903 endete die Produktion.

## Fahrzeuge
Das einzige Modell 5/7 CV war mit einem Zweizylindermotor ausgestattet. Der Motor war vorne im Fahrzeug montiert und trieb über eine Kardanwelle die Hinterachse an. Das Getriebe verfügte über vier Gänge. Es gab die Karosserieform Tonneau mit Platz für vier Personen.